# Über den Tellerrand

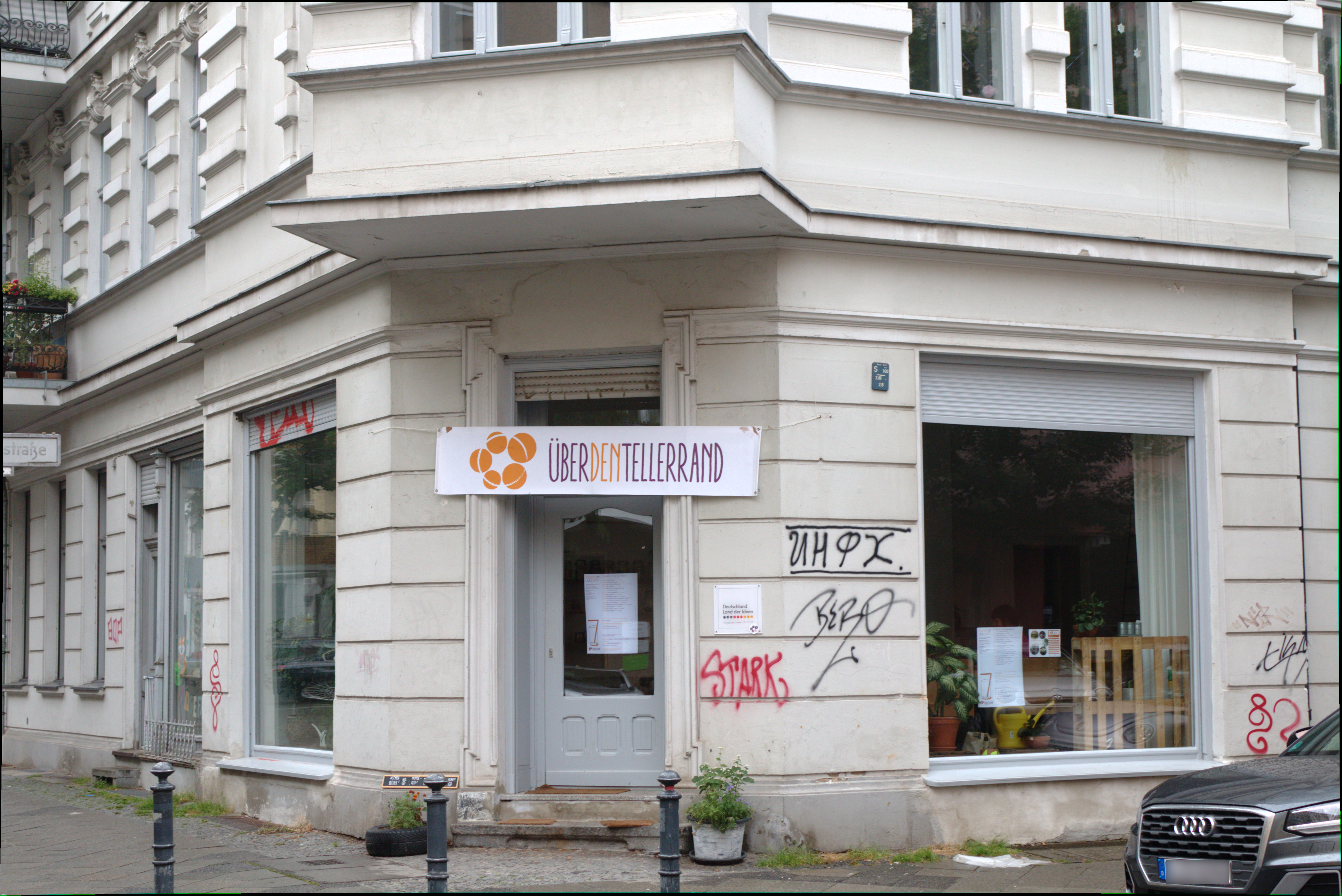
Nhà bếp Über den Tellerrand ở Berlin

Lớp dạy nấu ăn ở Über den Tellerrand

Über den Tellerrand  là một tổ chức phi chính phủ, phi lợi nhuận, mở ra với mục đích hỗ trợ việc hội nhập của người nhập cư, có trụ sở ở Berlin. Tổ chức được thành lập vào tháng 4 năm 2014. Trọng tâm của tổ chức này là hỗ trợ sự chung sống giữa những người tị nạn với người dân địa phương. Tổ chức hiện có chi nhánh hoạt động tại 25 thành phố tại Đức, Áo, Thụy Sĩ và Hà Lan và một chi nhánh tại Columbus, Ohio, Mỹ.
Tên tiếng Đức, Über den Tellerrand, theo nghĩa đen có nghĩa là "Bên ngoài rìa đĩa", người Đức thường có thành ngữ: "Schauen über den Tellerrand": Hãy nhìn ra ngoài rìa đĩa. Đó là một cách nói của người Đức, với ý nghĩa là "mở rộng tầm nhìn", "vượt quá chân trời""vượt qua giới hạn của mình", nhưng cũng đặc biệt phù hợp với một chương trình liên quan đến việc đưa mọi người lại gần với nhau thông qua nghệ thuật ẩm thực và những đĩa thức ăn.

## Lịch sử

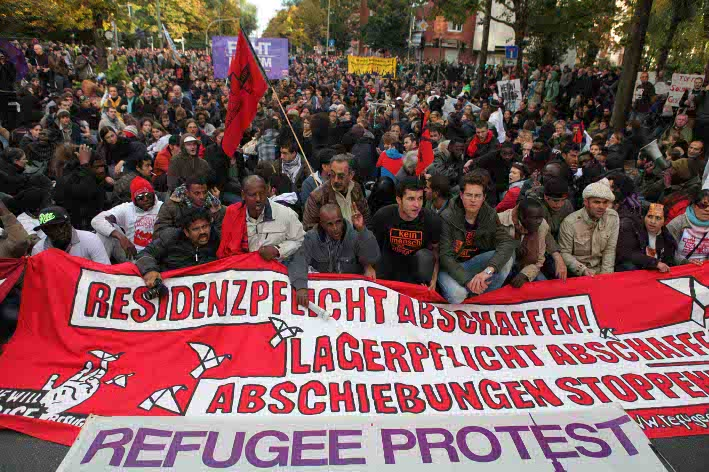
Người tị nạn phản đối ở Berlin, năm 2013.

Ý tưởng của dự án bắt đầu được hình thành khi xuất hiện nhiều cuộc biểu tình của người tị nạn ở Quảng trường Oranien, Berlin, năm 2013. Những người khởi xướng đã đọc nhiều về những cuộc biểu tình trên các phương tiện truyền thông, nhưng danh tính của người biểu tình đã không xuất hiện trên những báo cáo. Mục tiêu đầu tiên của họ là tìm hiểu những người tị nạn. Những người khởi xướng quyết định tham gia cùng những người biểu tình và đề nghị cùng nấu ăn với họ. Từ sự hợp tác này, những cuốn sách nấu ăn đã ra đời. Cuồn sách chứa đựng những phương pháp nấu ăn của người tị nạn cũng như câu chuyện về cuộc đời họ. Cuốn sách là một phần của chiến dịch Funpreneur do Đại học Freien Berlin tổ chức: Trong vòng tám tuần, một sản phẩm bất kì phải được thiết kế và tung ra thị trường. Cuốn sách đầu tiên có 21 công thức nấu ăn của những cư dân của khu tị nạn Berlin và những người tham dự biểu tình ở Oranienplatz. Nhóm khởi xướng đã nhận được Giải thưởng Funpreneur vào năm 2013 vì đã tham gia phát triển cuốn sách. Ban đầu, chỉ có 400 công thức trong bộ sưu tập. Tuy nhiên, không lâu sau đó, số công thức được gửi tới tăng vọt, khiến cho bốn người trong nhóm sáng lập phải tìm cách chuyên nghiệp hóa hoạt động của mình.

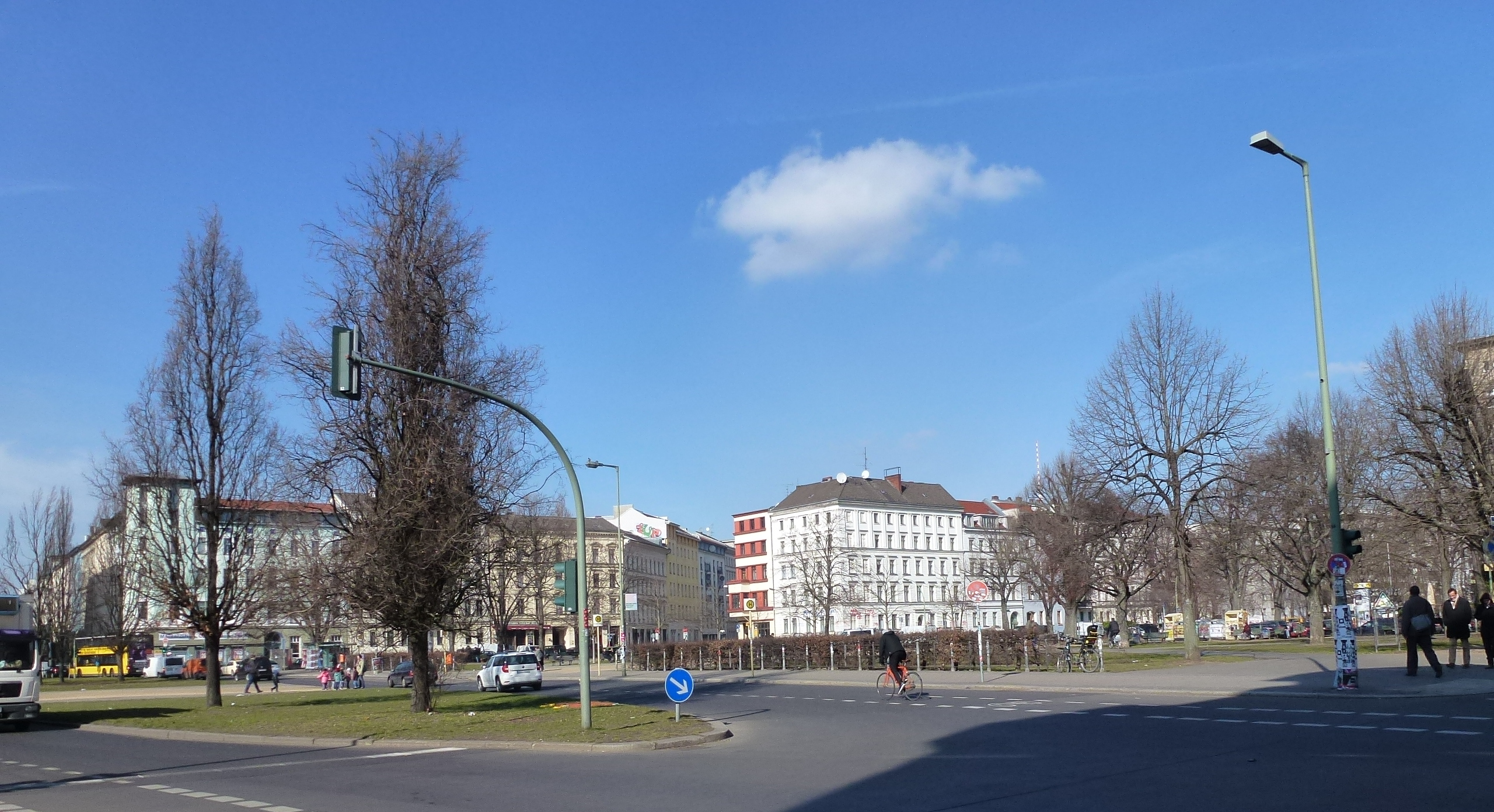
Oranienplatz ở Berlin - Kreuzberg

Từ những giây phút nấu ăn chung, ý tưởng mở những khóa học nấu ăn do người nhập cư giảng dạy đã hình thành. Ý tưởng này được hỗ trợ bởi Social Impact Lab vào mùa xuân năm 2014. Đối với nhóm khởi xướng, điều quan trọng nhất là tạo nên sự bình đẳng giữa người nhập cư và người Đức. Trong quá trình hoạt động ở khóa học trên cương vị người dạy nấu ăn, tư tưởng "nhận thức khả năng thiên tài trong bạn" đã dần thay thế tâm lí "một kẻ tị nạn đáng thương" ở rất nhiều người tị nạn.
Thời gian sau đó, một cuốn sách nữa được xuất bản, giới thiệu 36 công thức nấu ăn do 27 người nhập cư đóng góp. Đây là những món ăn của các nước như Afghanistan, Syria, Guinea, Niger, Macedonia, và Chechnya.
Ý tưởng ban đầu của tổ chức là tạo điều kiện cho người nhập cư nắm quyền hướng dẫn, giảng dạy cách nấu ăn cho người dân địa phương, từ đó giới thiệu với thế giới về nền văn hóa của mình. Đồng thời, việc tiếp xúc và học hỏi các đầu bếp cũng sẽ nâng cao ý thức của người địa phương về tình hình thế giới.

## Hoạt động của Hiệp hội
Hiệp hội đã tổ chức nhiều chương trình để xúc tiến quá trình hội nhập. Một số chương trình bao gồm Champion, Satellite, Kitchen on the Run, Job Buddy và Building Bridges. Trong Champion, người tị nạn được hỗ trợ xây dựng mạng lưới xã hội ở châu Âu. Hiệp hội hỗ trợ mục tiêu này thông qua việc huấn luyện tình nguyện viên cũng như cung cấp các cơ sở hạ tầng và tài nguyên cần thiết. Các hoạt động chính bao gồm nấu ăn chung, chơi thể thao, hát, làm vườn, cùng với các khóa học song ngữ. Ngoài ra, các hoạt động vệ tinh cũng được tổ chức ở những khu vực ngoại ô Berlin. Tổng cộng có ở hà Lan, Thụy Sĩ, Áo và Đức 25 vệ tinh. Hiệp hội cung cấp cho các chương trình vệ tinh này các bản mẫu, hướng dẫn và góp ý. Ngoài ra, hàng năm, Hội nghị vệ tinh được tổ chức để báo cáo và theo dõi sự hòa nhập giữa các cộng đồng. Kitchen on the run là một nhà bếp di động, đã đi khắp các nước Ý, Pháp, Đức, Hà Lan và Thụy Điển trong năm 2016. Đến mỗi quốc gia, chiếc xe sẽ trở thành địa điểm tổ chức nấu ăn giữa người nhập cư và cư dân địa phương. Mục tiêu là để quốc tế hóa chương trình, cũng như mở rộng các mối quan hệ. Dự án này thuộc khuôn khổ của chương trình Advocate European program. Trong tương lai, một đội gồm nhiều nhà bếp di động sẽ hoạt động với tần suất dày hơn, xuất hiện ở nhiều khu vực cùng lúc. Trong hoạt động Job Buddy, những nhân viên giàu kinh nghiệm sẽ hỗ trợ người nhập cư định hướng công việc của mình trên thị trường lao động, chuẩn bị giấy tờ cần thiết và chuẩn bị phỏng vấn xin việc. Hiệp hội cũng hỗ trợ chương trình thông qua việc tổ chức các khóa đào tạo chuyên môn. Trong chương trình Building Bridges, một nhóm gồm những người tị nạn lâu năm có cùng quê sẽ tham gia hỗ trợ đồng hương vừa đến Đức. Sự kết hợp này sẽ làm cho quá trình hỗ trợ dễ dàng hơn, vì hạn chế được rào cản ngôn ngữ. Hơn nữa, họ hiểu và dễ thông cảm cho hoàn cảnh của nhau hơn.

## Giải thưởng và thành tựu
- Ort im Land der Ideen 2016[9]
- Aktiv für Demokratie und Toleranz 2015[10]
- Gastronomischer Innovator 2015[11]
- Advocate Europe 2015[12]
- Ausstellung bei der EXPO Mailand 2015 im Deutschen Pavillon[13]

## Ấn phẩm
- Rezepte für ein besseres Wir, Pearl, 2014, ISBN 978-3-95760-002-8
- Eine Prise Heimat: Das Fusions-Kochbuch, Riva, 2016 ISBN 978-3-86883-606-6

## Liên kết
- Offizielle Website